# Saint-André-de-Corcy
Saint-André-de-Corcy település Franciaországban, Ain megyében. Lakosainak száma 3369 fő (2022. január 1.). Saint-André-de-Corcy Civrieux, Mionnay, Monthieux, Montluel és Saint-Marcel községekkel határos.

## Népesség
A település népessége az elmúlt években az alábbi módon változott:
| Lakosok száma | 780  | 2131 | 2547 | 3005 | 2926 | 3129 | 3354 | 3369 | 3366 | 3369 |
|               | 1968 | 1982 | 1990 | 2006 | 2013 | 2015 | 2017 | 2019 | 2020 | 2022 |